# Labeuvrière
Labeuvrière település Franciaországban, Pas-de-Calais megyében. Lakosainak száma 1651 fő (2022. január 1.). Labeuvrière Chocques, Lapugnoy, Annezin, Bruay-la-Buissière, Fouquereuil és Gosnay községekkel határos.

## Népesség
A település népességének változása:
| Lakosok száma | 1706 | 1684 | 1679 | 1645 | 1645 | 1660 | 1662 | 1654 | 1651 |
|               | 2013 | 2015 | 2016 | 2017 | 2018 | 2019 | 2020 | 2021 | 2022 |